# Maïeutique (philosophie)
Pour les articles homonymes, voir Maïeutique.

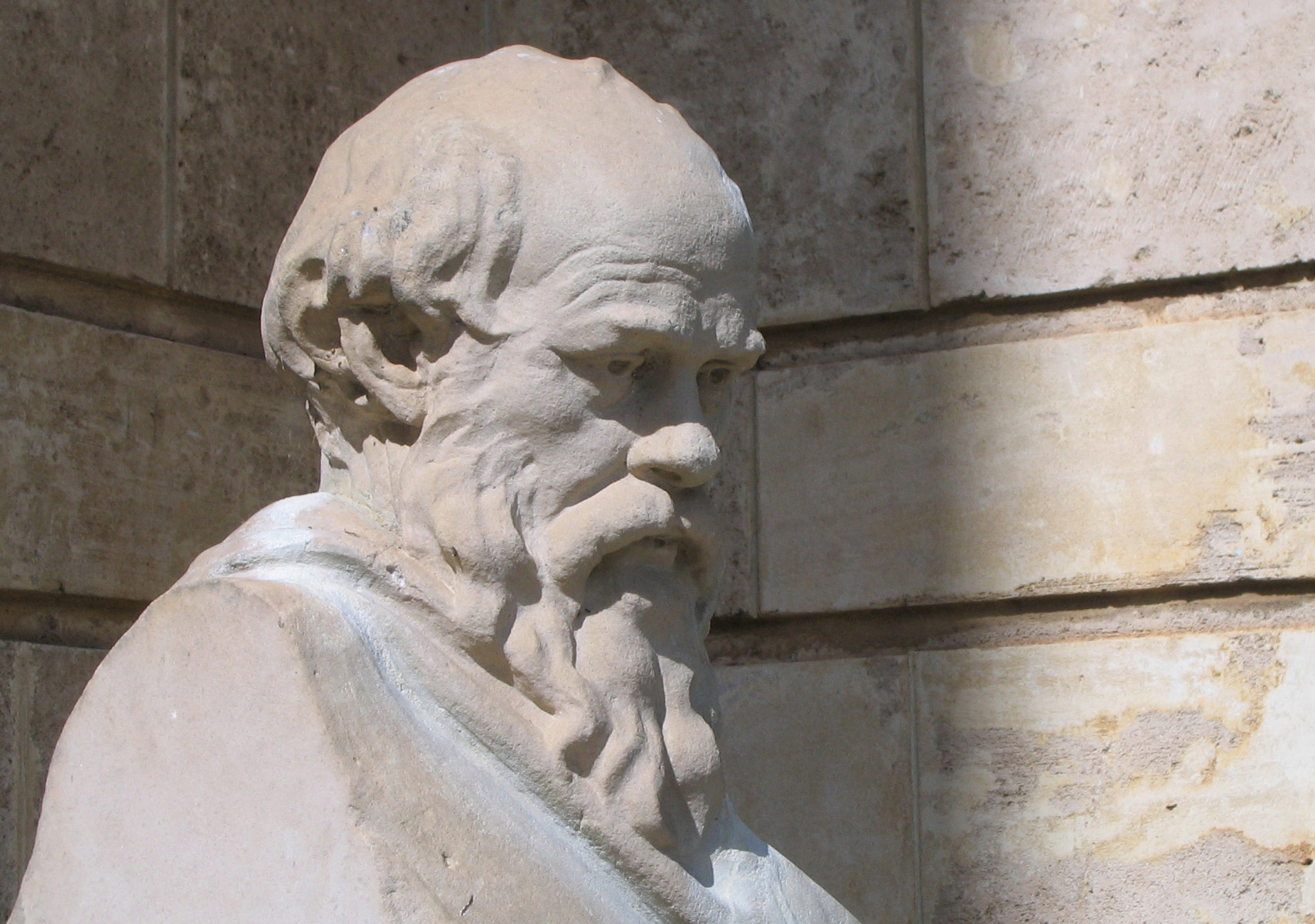
Buste de Socrate, le supposé inventeur de la maïeutique

La maïeutique, du grec ancien μαιευτική / maieutikế, par analogie avec le personnage de la mythologie grecque Maïa, qui veillait aux accouchements, est une technique qui consiste à bien interroger une personne pour lui faire exprimer (accoucher) des connaissances. La maïeutique consiste à faire accoucher les esprits de leurs connaissances. Elle est destinée à faire exprimer un savoir caché en soi. Son invention remonte au IVe siècle av. J.-C. et est attribuée au philosophe Socrate, en faisant référence au Théétète de Platon. Socrate employait l'ironie (ironie socratique) pour faire comprendre aux interlocuteurs que ce qu'ils croyaient savoir n'était en fait que croyance. La maïeutique, contrairement à l'ironie, s'appuie sur une théorie de la réminiscence qui affirme faire ressurgir des vies antérieures les connaissances oubliées.
Au sens de « faire accoucher », le terme maïeutique est utilisé par les sages-femmes.

## Origine possible
On attribue à la maïeutique un lien avec l'enfantement, faisant de Maïa une déesse de l'accouchement et des sages-femmes. Maïa, l'une des Pléiades, est mère d'Hermès, lui-même père de Pan, Dieu du Grand Tout, au cœur de la tradition orphique.

## Technique
Cette technique est une évolution des savoir-faire orphiques, lesquels se fondaient sur la croyance en la réminiscence et la pratique de la catharsis, notamment par Pythagore.
Chez Platon, Socrate explique que la sage-femme n'enfante pas elle-même, elle se contente de faire accoucher la femme ; le philosophe, qui se définit comme un accoucheur d'esprits, fait de même des opinions de ses interlocuteurs. Cependant, une fois ces opinions accouchées, encore faut-il s'inquiéter de savoir si l'enfant est viable, ou bien s'il renferme une contradiction, s'il est mort-né. Ainsi, dans le Ménon, le petit esclave de Ménon accouche de certaines vérités géométriques. En revanche, Ménon ne sait rien dire de valable du juste et de l'injuste. Pourtant, son âme a bien dû, autrefois, contempler, de près, ou peut-être de loin, ces Idées. Cependant, l'accoucheur ne connaît pas lui-même, il se contente d'éprouver la rationalité et la cohérence des prétendus savoirs ; si Socrate est le plus sage des hommes c'est seulement en ce sens qu'il sait qu'il ne sait rien.
La maïeutique est appliquée aux personnes qui ignorent qu'elles savent.

### Présentations par Socrate
Le premier texte de Platon (dans l'ordre chronologique) dans lequel le concept de maïeutique est associé au personnage de Socrate est Le Banquet. Socrate, qui répète les propos de la prêtresse Diotima affirme que l'âme de chaque homme est enceinte et qu'elle désire accoucher. Or, cet accouchement ne peut se faire que dans la Beauté selon Diotima. C'est justement le rôle du philosophe de faire accoucher les âmes dans la Beauté afin qu'elle donne naissance à de beaux discours (logoi en grec) et à de belles œuvres.
Le second texte fondamental pour comprendre le statut de la maïeutique chez Socrate est le Théétète de Platon. Socrate s'y présente comme un accoucheur des esprits, ne pouvant s'accoucher lui-même, contrairement à Pythagore, qui s'était affirmé non comme un sage, mais comme un homme aimant la sagesse. « J'ai d'ailleurs cela de commun avec les sages-femmes que je suis stérile en matière de sagesse, et le reproche qu'on m'a fait souvent d'interroger les autres sans jamais me déclarer sur aucune chose, parce que je n'ai en moi aucune sagesse, est un reproche qui ne manque pas de vérité. ».
Le Socrate des dialogues de Platon affirme une inspiration divine, ce qui lui fait dire que ses disciples « n'ont jamais rien appris de (lui) et qu'ils ont eux-mêmes trouvé en eux et enfanté beaucoup de belles choses. Mais s'ils en ont accouché, c'est grâce au dieu et à (lui). »
Le Socrate que Platon fait parler pratique la maïeutique avec toute une série de personnages dans les dialogues de la jeunesse de Platon. Dans le Ménon de Platon par exemple, Socrate fait une démonstration de la pertinence de son questionnement. Il fait appeler un jeune esclave et par questionnement maïeutique l'amène à se ressouvenir du théorème de Pythagore. Le processus est le suivant : accompagnement de la découverte par analogie, révolte du disciple et réfutation des conclusions fausses qui sont « aporétiques » c'est-à-dire des impasses dans le raisonnement (du grec aporia, impasse, difficultés).
Dans le Phédon, Socrate qui est dans les instants précédant sa mort, traite du lien de la maïeutique avec la réminiscence qui permet au philosophe de se souvenir de ses existences antérieures. Cette conviction permet à Socrate d'aborder la mort du corps avec sérénité. Le processus de la pensée est par analogie et association des Idées, non par référence aux expériences vécues. Ce faisant, il rejoint la démarche pythagoricienne. Sa sérénité est acquise parce qu'il est convaincu qu'il ira « habiter les îles des bienheureux » et sera honoré par la cité « si la Pythie le permet » (cf. L’Allégorie de la caverne).

### Modélisation
Dans l'Apologie de Socrate, ce dernier expose sa relation à la sagesse, après avoir indiqué qu'il ne croit pas avoir en lui de sagesse, ni grande ni petite : « je raisonnai ainsi en moi-même : Je suis plus sage que cet homme. Il peut bien se faire que ni lui ni moi ne sachions rien de fort merveilleux ; mais il y a cette différence que lui, il croit savoir, quoiqu'il ne sache rien ; et que moi, si je ne sais rien, je ne crois pas non plus savoir. Il me semble donc qu'en cela du moins je suis un peu plus sage, que je ne crois pas savoir ce que je ne sais point » (21d-21e).
Le personnage de Socrate, tel que le met en scène Platon, apparaît dans ce dialogue comme empreint de sagesse philosophique. Il fait face aux violentes prises à parti de Mélétos, qui l'accuse de corrompre la jeunesse en lui enseignant l’athéisme. Socrate le confronte, à force de questions, à ses contradictions. Il parvient à démonter l'argumentation de son accusateur, mais la majorité des onze juges condamnent « le plus sage des hommes ».
Quatre types de relations à la « connaissance » sont ainsi à prendre en compte - 
1. ce que l'on sait que l'on sait — ou affirmé comme tel. Socrate ici procédait avec son ironie lorsqu'il souhaitait faire passer le message à ses interlocuteurs que ce qu'ils prétendaient savoir ne reposait que sur des préjugés et autres idées sans fondements ; Il peut s'agir ici des faux savoirs...
2. ce que l'on sait que l'on ne sait pas — application de l'ironie
3. ce que l'on ne sait pas que l'on sait : et là s'appliquait l'art maïeuticien du philosophe ;
4. ce que l'on ne sait pas que l'on ne sait pas — tout le champ de l'inimaginable par chacun et justifiant l'intervention du philosophe, illustré par l'accompagnement exposé dans l'allégorie de la caverne, du Livre VII de la République de Platon : maïeutique.

Les deux premiers types sont soumis au doute, dans l'idée que :
- ce qu'on croit penser que l'on sait vraiment n'est que croyance,
- et ce que l'on sait que l'on ne sait pas laisse également la porte ouverte aux tromperies.

Le scepticisme qui en découle ouvrira également la brèche au doute de René Descartes et aux zététiciens.

## De nos jours
Le terme de maïeutique, laïcisé, englobe généralement les techniques de questionnement visant à permettre à une personne une mise en mots de ce qu'elle a du mal à exprimer, ressentir, ou ce dont elle a du mal à prendre conscience (émotions, désirs, envies, motivation...). Il est ainsi utilisé en lien avec les techniques empathiques développées par Carl Rogers, centrées sur l'affect (écoute active ou écoute bienveillante) ou les techniques de médiation, avec l'alterocentrage, terme créé par Jean-Louis Lascoux, médiateur. Malgré l'alibi philosophique, l'on est donc, avec ce relativisme psychologisant, au plus loin de la conception socratique, ironique, et non pas compatissante, et de plus inséparable de la perspective critique, liée à une valeur de vérité.
Dans son acception originelle, la méthodologie permet de délier et de relier différemment les parties rationnelles, appétive et ardente de l'esprit pour accéder à une réflexion plus proche de la vérité, de l'ordre et de la mesure propre a chacun.
L'empathie, dans l'approche centrée sur la personne, a ceci de commun avec la maïeutique qu'elles participent toutes deux d'une forme d'accouchement et de confiance en l'individu concerné, de pouvoir effectuer cet accouchement. Cependant, une différence fondamentale réside en effet dans leurs fondements épistémiques. Dans la maïeutique, « l'accoucheur » croit déjà savoir de quoi le parturient va accoucher. Le savoir est prédéterminé et l'accoucheur s'en croit détenteur. Si la maïeutique permet une démarche critique envers ce dont le parturient pourrait accoucher (en le comparant avec ce savoir prédéterminé), elle empêche tout développement de la connaissance réciproque entre « sage-femme » et « parturient », et tout esprit critique envers ce savoir, ou tout développement de la connaissance tout court. Le praticien de la maïeutique croit qu'il n'a rien à apprendre de son interlocuteur : il n'a aucun intérêt pour les réponses de ce dernier, vu qu'il croit déjà connaître ce qui est - rappelons cependant que la maïeutique socratique repose sur l'idée que Socrate ne sait rien, ce qui ne lui interdit nullement de soumettre les prétendus savoirs à une épreuve critique. Mais la critique ne se définit pas par l'empathie, même si elle peut l'envelopper, comme le montre Ricœur à propos de la compréhension des actions des hommes du passé. L'empathie, au contraire, est une attitude d'intérêt envers les représentations et les ressentis de l'autre. À ce titre, la maïeutique représente une forme de développement de connaissance, autre que l'introspection et l'expérimentation, qui s'appuie sur l'intersubjectivité, et est reprise par beaucoup d'auteurs contemporains en sciences sociales.
Depuis les années 1950, la Faculté de droit de Harvard avait mis cette pratique à l'honneur pour le cursus de licence. Depuis les années soixante-dix, le dialogue socratique est aussi une forme de pratique philosophique remise à l'ordre du jour par Gerd Achenbach, Michel Tozzi et Michel Weber.